# Adele Addison
Pour les articles homonymes, voir Addison.
Adele Addison, née le 24 juillet 1925 à Springfield, est une soprano américaine.

## Biographie
L'essentiel de sa carrière s'est déroulé dans les années 1950-60. Bien qu'elle soit apparue dans plusieurs opéras, elle s'est surtout produite dans des récitals et des concerts. Son répertoire couvre une large période, du baroque à l'époque contemporaine. 
La plupart de ses enregistrement ont été faits avec l'orchestre philharmonique de New York, avec Leonard Bernstein comme chef d'orchestre.
Dans le film musical Porgy and Bess (1959), elle est la doublure chanson de Dorothy Dandridge.

## Rôles
- Acis, Acis and Galatea (Haendel)
- Bess, Porgy and Bess (Gershwin)
- Esther, Esther (Haendel)
- Fiordiligi, Così fan tutte (Mozart)
- Gilda, Rigoletto (Verdi)
- Il Pensieroso, L'Allegro, il Penseroso ed il Moderato (Haendel)
- Liù, Turandot (Puccini)
- Micaela, Carmen (Bizet)
- Mimì, La bohème (Puccini)
- Nannetta, Falstaff (Verdi)